# Tribunal administratif (Luxembourg)
Pour les autres articles nationaux ou selon les autres juridictions, voir Tribunal administratif.
Au Grand-Duché de Luxembourg, le Tribunal administratif, siégeant à Luxembourg, statue sur les recours dirigés contre toutes les décisions administratives à l'égard desquelles aucun autre recours n'est admissible d'après les lois et règlements et contre les actes administratifs à caractère réglementaire, quelle que soit l'autorité dont ils émanent. Il connaît aussi en principe des contestations relatives aux impôts directs et aux impôts et taxes communaux,,.
Contre les décisions du Tribunal administratif, un appel peut être interjeté devant la Cour administrative.